# Staromoguiliovski
Staromogiliovski (del ruso: Старомогилевский) es un jútor del raión de Tajtamukái en la república de Adiguesia de Rusia. Está situado 14 km al sudeste de Tajtamukái y 82 km al noroeste de Maikop, la capital de la república. Tenía 39 habitantes en 2010.
Pertenece al municipio Shendzhiskoye.